# ۱۳۴۶ (میلادی)
۱۳۴۶ (میلادی) هزار وسیصد و چهل و ششمین سال تقویم میلادی است.

## درگذشتگان
‎